# General Election
Eine General Election bezeichnet im englischsprachigen Raum eine politische Wahl der gesamten Legislative eines Landes, die vergleichsweise im deutschsprachigen Raum wie in Deutschland als Bundestagswahl und in Österreich als Nationalratswahl sowie in der Schweiz ebenfalls als Nationalratswahl bekannt ist.
Auch wenn sich die Wahlverfahren und die Zusammensetzung der gewählten Parlamentarier der verschiedenen Parlamente von Land zu Land unterscheiden, so bildet die General Election in einem demokratischen System die Grundlage für die Bevölkerung in einer freien Wahl die Zusammensetzung des Parlamentes zu bestimmen.

## Vereinigtes Königreich
Im Vereinigten Königreich bezieht sich die General Election auf die Wahl von 650 Abgeordnete des House of Commons, MPs genannt (Member of Parliament).

## Vereinigte Staaten
In den Vereinigten Staaten wird die Präsidentschaftswahl, werden aber auch Wahlen auf Bundesstaaten- und Kommunalebene General Election genannt. Hierzu zählen auch außerplanmäßige Wahlen, bei denen ein Mitglied des US-Repräsentantenhauses oder des US-Senats ersetzt werden muss. Vorwahlen, bei denen Kandidaten für ein Amt ausgewählt werden, zählen nicht hierzu und werden als Primary Election bezeichnet.

## Neuseeland
In Neuseeland werden in der General Election des Landes, die alle drei Jahre stattfindet, die Abgeordneten zum New Zealand House of Representatives zu 59 % direkt (71 Sitze) und zu 41 % (49 Sitze) über Listenwahl gewählt. Bei letzterem werden die Sitze über den prozentualen Anteil der Stimmen verteilt, die die Parteien auf sich vereinigen konnten. Wahlen zu den 12 City Councils, 53 District Councils, 10 Regional Councils und den Councilor für die zahlreichen Wards werden in Local Elections gewählt.